# Lista de parlamentares de Santa Catarina
Relacionamos a seguir a composição da bancada de Santa Catarina no Congresso Nacional após o fim do Estado Novo em 1945 conforme dispõem os arquivos do Senado Federal, Câmara dos Deputados e Tribunal Superior Eleitoral, ressalvando que mandatos exercidos via suplência serão citados apenas mediante morte, impedimento ou renúncia dos titulares ou nas hipóteses previstas no Art. 56 – I da Constituição.

## Organização das listas
Na confecção das tabelas a seguir foi observada a grafia do nome parlamentar adotado por cada um dos representantes do estado no Congresso Nacional, e quanto à ordem dos parlamentares foi observado o critério do número de mandatos e caso estes coincidam será observado o primeiro ano em que cada parlamentar foi eleito e, havendo nova coincidência, usa-se a ordem alfabética.

## Relação dos senadores eleitos
| Senadores eleitos          | Naturalidade       | Mandatos | Ano da eleição | Notas                 | Referências   |
| -------------------------- | ------------------ | -------- | -------------- | --------------------- | ------------- |
| Nereu Ramos                | Lages, SC          | 02       | 1945, 1954     | [ nota 2 ]            |               |
| Antônio Carlos Konder Reis | Itajaí, SC         | 02       | 1962, 1970     | [ nota 3 ]            | [ 5 ]         |
| Lenoir Vargas              | Tupanciretã, RS    | 02       | 1970, 1978     | [ nota 4 ] [ nota 5 ] |               |
| Jorge Bornhausen           | Rio de Janeiro, RJ | 02       | 1982, 1998     | [ nota 6 ]            |               |
| Esperidião Amin            | Florianópolis, SC  | 02       | 1990, 2018     | [ nota 7 ]            | [ 6 ]         |
| Ivo d'Aquino               | Florianópolis, SC  | 01       | 1945           |                       |               |
| Francisco Gallotti         | Tijucas, SC        | 01       | 1947           | [ nota 8 ]            | [ 7 ]         |
| Lúcio Correia              | Araquari, SC       | 01       | 1947           | [ nota 8 ]            | [ 7 ]         |
| Gomes de Oliveira          | Joinville, SC      | 01       | 1950           |                       |               |
| Saulo Ramos                | Lages, SC          | 01       | 1954           |                       |               |
| Irineu Bornhausen          | Itajaí, SC         | 01       | 1958           |                       |               |
| Atílio Fontana             | Santa Maria, RS    | 01       | 1962           |                       |               |
| Celso Ramos                | Lages, SC          | 01       | 1966           |                       |               |
| Evelásio Vieira            | Indaial, SC        | 01       | 1974           |                       |               |
| Jaison Barreto             | Laguna, SC         | 01       | 1978           |                       | [ 8 ]         |
| Dirceu Carneiro            | Caçador, SC        | 01       | 1986           |                       |               |
| Nelson Wedekin             | Mondaí, SC         | 01       | 1986           |                       |               |
| Casildo Maldaner           | Carazinho, RS      | 01       | 1994           |                       | [ 9 ]         |
| Vilson Kleinübing          | Montenegro, RS     | 01       | 1994           | [ nota 9 ]            | [ 10 ]        |
| Ideli Salvatti             | São Paulo, SP      | 01       | 2002           |                       |               |
| Leonel Pavan               | Sarandi, RS        | 01       | 2002           | [ nota 10 ]           | [ 11 ]        |
| Raimundo Colombo           | Lages, SC          | 01       | 2006           | [ nota 11 ]           |               |
| Luiz Henrique              | Blumenau, SC       | 01       | 2010           | [ nota 12 ]           | [ 12 ] [ 13 ] |
| Paulo Bauer                | Blumenau, SC       | 01       | 2010           |                       |               |
| Dário Berger               | Bom Retiro, SC     | 01       | 2014           |                       | [ 14 ]        |
| Jorginho Mello             | Herval d'Oeste, SC | 01       | 2018           | [ nota 13 ]           | [ 6 ] [ 15 ]  |
| Jorge Seif                 | Rio de Janeiro, RJ | 01       | 2022           |                       | [ 16 ]        |
| Fontes:                    |                    |          |                |                       |               |

## Relação dos deputados federais eleitos
| Deputados federais eleitos      | Naturalidade                 | Mandatos | Ano da eleição                     | Notas       | Referências |
| ------------------------------- | ---------------------------- | -------- | ---------------------------------- | ----------- | ----------- |
| Joaquim Ramos                   | Lages, SC                    | 06       | 1947, 1950, 1954, 1958, 1962, 1966 | [ nota 14 ] | [ 7 ]       |
| Ademar Ghisi                    | Braço do Norte, SC           | 05       | 1966, 1970, 1974, 1978, 1982       | [ nota 15 ] | [ 17 ]      |
| Luiz Henrique                   | Blumenau, SC                 | 05       | 1974, 1982, 1986, 1990, 1994       | [ nota 16 ] | [ 12 ]      |
| Edinho Bez                      | Gravatal, SC                 | 05       | 1994, 1998, 2002, 2006, 2010       |             |             |
| João Pizzolatti                 | Blumenau, SC                 | 05       | 1994, 1998, 2002, 2006, 2010       |             |             |
| Antônio Carlos Konder Reis      | Itajaí, SC                   | 04       | 1954, 1958, 1986, 1998             |             | [ 5 ]       |
| Aroldo Carvalho                 | Canoinhas, SC                | 04       | 1958, 1962, 1966, 1970             |             |             |
| Albino Zeni                     | Piraquara, PR                | 04       | 1962, 1966, 1970, 1974             |             |             |
| Walmor de Luca                  | Criciúma, SC                 | 04       | 1974, 1978, 1982, 1986             |             | [ 18 ]      |
| Renato Viana                    | Blumenau, SC                 | 04       | 1982, 1986, 1990, 1998             | [ nota 17 ] |             |
| Luci Choinacki                  | Descanso, SC                 | 04       | 1990, 1998, 2002, 2010             |             |             |
| João Matos                      | Ituporanga, SC               | 04       | 1994, 1998, 2002, 2006             |             |             |
| Celso Maldaner                  | Chapecó, SC                  | 04       | 2006, 2010, 2014, 2018             |             |             |
| Pedro Uczai                     | Descanso, SC                 | 04       | 2010, 2014, 2018, 2022             |             |             |
| Wanderley Júnior                | Curitiba, PR                 | 03       | 1950, 1954, 1958                   | [ nota 18 ] |             |
| Carneiro de Loyola              | Paranaguá, PR                | 03       | 1958, 1962, 1966                   |             |             |
| Lenoir Vargas                   | Tupanciretã, RS              | 03       | 1958, 1962, 1966                   |             |             |
| Laerte Vieira                   | Lages, SC                    | 03       | 1962, 1970, 1974                   |             |             |
| Paulo Macarini                  | Capinzal, SC                 | 03       | 1962, 1966, 1986                   | [ nota 19 ] | [ 19 ]      |
| Francisco Libardoni             | Caxias do Sul, RS            | 03       | 1970, 1974, 1978                   |             |             |
| João Linhares                   | Campos Novos, SC             | 03       | 1970, 1974, 1978                   |             | [ 20 ]      |
| Pedro Colin                     | Porto Alegre, RS             | 03       | 1970, 1974, 1982                   |             |             |
| Artenir Werner                  | Rio do Sul, SC               | 03       | 1978, 1982, 1986                   |             | [ 21 ]      |
| Esperidião Amin                 | Florianópolis, SC            | 03       | 1978, 2010, 2014                   |             |             |
| Nelson Morro                    | Indaial, SC                  | 03       | 1978, 1982, 1990                   |             |             |
| Ângela Amin                     | Indaial, SC                  | 03       | 1990, 2006, 2018                   |             |             |
| Hugo Biehl                      | Piratuba, SC                 | 03       | 1990, 1994, 1998                   |             |             |
| Paulo Bauer                     | Blumenau, SC                 | 03       | 1990, 1994, 2002                   |             |             |
| Paulo Bornhausen                | Blumenau, SC                 | 03       | 1994, 2006, 2010                   |             |             |
| Carlito Merss                   | Porto União, SC              | 03       | 1998, 2002, 2006                   | [ nota 20 ] |             |
| Fernando Coruja                 | Lages, SC                    | 03       | 1998, 2002, 2006                   |             |             |
| Gervásio Silva                  | São José, SC                 | 03       | 1998, 2002, 2006                   |             |             |
| Jorge Boeira                    | Vacaria, RS                  | 03       | 2002, 2010, 2014                   |             |             |
| Décio Lima                      | Itajaí, SC                   | 03       | 2006, 2010, 2014                   |             |             |
| Mauro Mariani                   | Bituruna, PR                 | 03       | 2006, 2010, 2014                   |             |             |
| Rogério Mendonça                | Nova Trento, SC              | 03       | 2010, 2014, 2018                   |             |             |
| Carmen Zanotto                  | Lages, SC                    | 03       | 2014, 2018, 2022                   | [ nota 21 ] | [ 22 ]      |
| Aderbal Ramos da Silva          | Florianópolis, SC            | 02       | 1945, 1954                         | [ nota 22 ] |             |
| Jorge Lacerda                   | Paranaguá, PR                | 02       | 1950, 1954                         | [ nota 23 ] |             |
| Leoberto Leal                   | Tijucas, SC                  | 02       | 1950, 1954                         | [ nota 24 ] |             |
| Waldemar Rupp                   | Campos Novos, SC             | 02       | 1950, 1954                         |             |             |
| Atílio Fontana                  | Santa Maria, RS              | 02       | 1954, 1958                         |             |             |
| Elias Adaime                    | São Francisco do Sul, SC     | 02       | 1954, 1958                         | [ nota 25 ] |             |
| Doutel de Andrade               | Rio de Janeiro, RJ           | 02       | 1958, 1962                         | [ nota 26 ] | [ 23 ]      |
| Osmar Cunha                     | Florianópolis, SC            | 02       | 1958, 1966                         | [ nota 19 ] | [ 19 ]      |
| Osni Régis                      | Florianópolis, SC            | 02       | 1962, 1966                         |             |             |
| Abel Ávila                      | Tijucas, SC                  | 02       | 1970, 1974                         |             |             |
| Dib Cherem                      | Tijucas, SC                  | 02       | 1970, 1974                         |             |             |
| Jaison Barreto                  | Laguna, SC                   | 02       | 1970, 1974                         |             | [ 8 ]       |
| Pedro Ivo Campos                | Florianópolis, SC            | 02       | 1970, 1978                         | [ nota 27 ] |             |
| Wilmar Dallanhol                | Videira, SC                  | 02       | 1970, 1974                         |             |             |
| Ernesto de Marco                | Bento Gonçalves, RS          | 02       | 1974, 1978                         |             |             |
| Henrique Córdova                | Lages, SC                    | 02       | 1974, 1986                         |             |             |
| Victor Fontana                  | Santa Maria, RS              | 02       | 1978, 1986                         |             | [ 24 ]      |
| Ivo Vanderlinde                 | Braço do Norte, SC           | 02       | 1982, 1986                         |             |             |
| Eduardo Pinho Moreira           | Laguna, SC                   | 02       | 1986, 1990                         | [ nota 17 ] |             |
| Ruberval Pilotto                | Urussanga, SC                | 02       | 1986, 1990                         |             |             |
| Cesar Souza                     | Rio do Sul, SC               | 01       | 1990, 2014                         |             |             |
| Neuto de Conto                  | Encantado, RS                | 02       | 1990, 1994                         |             |             |
| Edison Andrino                  | Florianópolis, SC            | 02       | 1994, 1998                         |             |             |
| Paulo Gilberto Gouveia da Costa | Cachoeira do Sul, RS         | 02       | 1994, 1998                         |             |             |
| Serafim Venzon                  | Botuverá, SC                 | 02       | 1994, 1998                         |             |             |
| Leodegar Tiscoski               | Sombrio, SC                  | 02       | 1998, 2002                         |             |             |
| Cláudio Vignatti                | Cunha Porã, SC               | 02       | 2002, 2006                         |             |             |
| Odacir Zonta                    | Encantado, RS                | 02       | 2002, 2006                         | [ nota 28 ] |             |
| Valdir Colatto                  | Lagoa Vermelha, RS           | 02       | 2006, 2014                         |             |             |
| João Rodrigues                  | São Valentim, RS             | 02       | 2010, 2014                         |             |             |
| Jorginho Mello                  | Herval d'Oeste, SC           | 02       | 2010, 2014                         |             |             |
| Marco Tebaldi                   | Erechim, RS                  | 02       | 2010, 2014                         |             |             |
| Ronaldo Benedet                 | Criciúma, SC                 | 02       | 2010, 2014                         |             |             |
| Geovania de Sá                  | Criciúma, SC                 | 02       | 2014, 2018                         |             |             |
| Carlos Chiodini                 | Jaraguá do Sul, SC           | 02       | 2018, 2022                         |             |             |
| Caroline de Toni                | Chapecó, SC                  | 02       | 2018, 2022                         |             |             |
| Daniel Freitas                  | Criciúma, SC                 | 02       | 2018, 2022                         |             |             |
| Fabio Schiochet                 | Jaraguá do Sul, SC           | 02       | 2018, 2022                         |             |             |
| Gilson Marques                  | Rio do Sul, SC               | 02       | 2018, 2022                         |             |             |
| Ricardo Guidi                   | Criciúma, SC                 | 02       | 2018, 2022                         |             |             |
| Altamiro Guimarães              | Tubarão, SC                  | 01       | 1945                               | [ nota 22 ] |             |
| Hans Jordan                     | Joinville, SC                | 01       | 1945                               | [ nota 29 ] |             |
| Orlando Brasil                  | Laguna, SC                   | 01       | 1945                               |             |             |
| Otacílio Costa                  | Lages, SC                    | 01       | 1945                               | [ nota 22 ] |             |
| Roberto Grossenbacher           | Blumenau, SC                 | 01       | 1945                               |             |             |
| Rogério Vieira                  | São Francisco do Sul, SC     | 01       | 1945                               | [ nota 29 ] |             |
| Tavares do Amaral               | Itajaí, SC                   | 01       | 1945                               |             |             |
| Tomaz Fontes                    | Itajaí, SC                   | 01       | 1945                               |             |             |
| Agripa Faria                    | Campos dos Goytacazes, RJ    | 01       | 1950                               |             |             |
| Nereu Ramos                     | Lages, SC                    | 01       | 1950                               |             |             |
| Plácido Olímpio                 | Campo Alegre, SC             | 01       | 1950                               |             |             |
| Saulo Ramos                     | Lages, SC                    | 01       | 1950                               |             |             |
| Hercílio Deeke                  | Ibirama, SC                  | 01       | 1954                               |             |             |
| Álvaro Catão                    | Imbituba, SC                 | 01       | 1962                               |             |             |
| Antônio Almeida                 | Campos Novos, SC             | 01       | 1962                               |             |             |
| Diomício Freitas                | Orleans, SC                  | 01       | 1962                               |             |             |
| Orlando Bertoli                 | Rio do Sul, SC               | 01       | 1962                               |             |             |
| Pedro Zimmermann                | Gaspar, SC                   | 01       | 1962                               |             |             |
| Doin Vieira                     | São Francisco do Sul, SC     | 01       | 1966                               | [ nota 19 ] | [ 19 ]      |
| Genésio Miranda Lins            | Itajaí, SC                   | 01       | 1966                               |             |             |
| Lígia Doutel de Andrade         | Florianópolis, SC            | 01       | 1966                               | [ nota 30 ] | [ 25 ]      |
| Osmar Dutra                     | Florianópolis, SC            | 01       | 1966                               | [ nota 19 ] | [ 19 ]      |
| Romano Massignan                | Veranópolis, RS              | 01       | 1966                               |             |             |
| Francisco Grillo                | Florianópolis, SC            | 01       | 1970                               |             |             |
| Angelino Rosa                   | Erechim, RS                  | 01       | 1974                               |             |             |
| José Thomé                      | Rebouças, PR                 | 01       | 1974                               |             |             |
| Arnaldo Schmitt Júnior          | Itajaí, SC                   | 01       | 1978                               |             |             |
| Evaldo Amaral                   | Lages, SC                    | 01       | 1978                               |             |             |
| Juarez Furtado                  | Lages, SC                    | 01       | 1978                               |             |             |
| Luís Cechinel                   | Urussanga, SC                | 01       | 1978                               |             |             |
| Mendes de Melo                  | Santo Antônio da Platina, PR | 01       | 1978                               |             |             |
| Nereu Guidi                     | Criciúma, SC                 | 01       | 1978                               |             |             |
| Casildo Maldaner                | Carazinho, RS                | 01       | 1982                               |             | [ 9 ]       |
| Dirceu Carneiro                 | Caçador, SC                  | 01       | 1982                               |             |             |
| Epitácio Bittencourt            | Imaruí, SC                   | 01       | 1982                               |             |             |
| João Paganella                  | Esmeralda, RS                | 01       | 1982                               |             |             |
| Nelson Wedekin                  | Mondaí, SC                   | 01       | 1982                               |             |             |
| Odilon Salmória                 | Videira, SC                  | 01       | 1982                               |             |             |
| Paulo Melro                     | Blumenau, SC                 | 01       | 1982                               |             |             |
| Vilson Kleinübing               | Montenegro, RS               | 01       | 1982                               |             |             |
| Alexandre Puzyna                | Curitiba, PR                 | 01       | 1986                               |             |             |
| Cláudio Ávila                   | Florianópolis, SC            | 01       | 1986                               |             |             |
| Francisco Küster                | São Joaquim, SC              | 01       | 1986                               |             |             |
| Orlando Pacheco                 | Itajaí, SC                   | 01       | 1986                               |             |             |
| Vilson Souza                    | Luiz Alves, SC               | 01       | 1986                               |             |             |
| Dejandir Dalpasquale            | Encantado, RS                | 01       | 1990                               |             |             |
| Dércio Knop                     | Palmeira das Missões, RS     | 01       | 1990                               |             |             |
| Jarvis Gaidzinski               | Criciúma, SC                 | 01       | 1990                               |             |             |
| Paulo Duarte                    | Lages, SC                    | 01       | 1990                               |             |             |
| Vasco Furlan                    | Tupanciretã, RS              | 01       | 1990                               |             |             |
| José Carlos Vieira              | Joinville, SC                | 01       | 1994                               |             |             |
| José Fritsch                    | Seara, SC                    | 01       | 1994                               | [ nota 16 ] |             |
| Mário Cavallazzi                | Florianópolis, SC            | 01       | 1994                               |             |             |
| Milton Mendes                   | Laguna, SC                   | 01       | 1994                               |             |             |
| Leonel Pavan                    | Sarandi, RS                  | 01       | 1994                               | [ nota 16 ] |             |
| Eni Voltolini                   | Corupá, SC                   | 01       | 1998                               |             |             |
| Vicente Caropreso               | Blumenau, SC                 | 01       | 1998                               |             |             |
| Adelor Vieira                   | Blumenau, SC                 | 01       | 2002                               |             |             |
| Ivan Ranzolin                   | Lages, SC                    | 01       | 2002                               |             |             |
| Mauro Passos                    | Rio Grande, RS               | 01       | 2002                               |             |             |
| Paulo Afonso Vieira             | Teresina, PI                 | 01       | 2002                               |             |             |
| Djalma Berger                   | Bom Retiro, SC               | 01       | 2006                               | [ nota 20 ] |             |
| Nelson Goetten                  | Taió, SC                     | 01       | 2006                               |             |             |
| Onofre Agostini                 | Ipê, RS                      | 01       | 2010                               |             |             |
| João Paulo Kleinübing           | Florianópolis, SC            | 01       | 2014                               |             |             |
| Darci de Matos                  | Cafelândia, PR               | 01       | 2018                               |             |             |
| Hélio Costa                     | Florianópolis, SC            | 01       | 2018                               |             |             |
| Luiz Armando Reis               | Resende, RJ                  | 01       | 2018                               |             |             |
| Rodrigo Coelho                  | Joinville, SC                | 01       | 2018                               |             |             |
| Ana Paula Lima                  | Curitiba, PR                 | 01       | 2022                               |             |             |
| Daniela Reinehr                 | Maravilha, SC                | 01       | 2022                               |             |             |
| Ismael dos Santos               | Blumenau, SC                 | 01       | 2022                               |             |             |
| Jorge Goetten                   | Mirim Doce, SC               | 01       | 2022                               |             |             |
| Julia Zanatta                   | Criciúma, SC                 | 01       | 2022                               |             |             |
| Rafael Pezenti                  | Petrolândia, SC              | 01       | 2022                               |             |             |
| Valdir Cobalchini               | São Lourenço do Oeste, SC    | 01       | 2022                               |             |             |
| Zé Trovão                       | São Paulo, SP                | 01       | 2022                               |             |             |
| Fontes:                         |                              |          |                                    |             |             |

## Mandatos nas duas casas
Foram eleitos para mandatos alternados de senador e deputado federal por Santa Catarina os seguintes nomes: Antônio Carlos Konder Reis, Casildo Maldaner, Dirceu Carneiro, Esperidião Amin, Jaison Barreto, Jorginho Mello, Lenoir Vargas, Luiz Henrique da Silveira, Nelson Wedekin, Paulo Bauer, Saulo Ramos, Vilson Kleinübing.

## Parlamentares cassados
Durante o Regime Militar de 1964, Doutel de Andrade foi cassado pelo Ato Institucional Número Dois enquanto Doin Vieira, Lígia Doutel de Andrade, Osmar Cunha, Osmar Dutra e Paulo Macarini foram cassados pelo Ato Institucional Número Cinco. Em nenhum dos casos houve convocação dos suplentes.

## Origem dos parlamentares do estado
| Origem  | Senadores | Percentual |
| ------- | --------- | ---------- |
| SC      | 19        | 70,38%     |
| RS      | 05        | 18,52%     |
| RJ      | 02        | 7,40%      |
| SP      | 01        | 3,70%      |
| Total   | 27        | 100%       |
| Fontes: |           |            |

| Origem  | Deputados | Percentual |
| ------- | --------- | ---------- |
| SC      | 115       | 74,68%     |
| RS      | 24        | 15,58%     |
| PR      | 10        | 6,49%      |
| RJ      | 03        | 1,95%      |
| SP      | 01        | 0,65%      |
| PI      | 01        | 0,65%      |
| Total   | 154       | 100%       |
| Fontes: |           |            |